# Старо гробље у Борчу
Старо гробље у Борчу, насељеном месту на територији општине Кнић, заједно са средњовековним градом Борач и Црквом Светих Арханђела представља непокретно културно добро као споменик културе од великог значаја, решењем Завода за заштиту споменика културе Крагујевац бр. 105/1 од 2. марта 1971. године.
Старо гробље у Борчу налази се на обронцима Борачког крша, а смештено је готово између сеоских кућа и порте Борачке цркве. То је логичан наставак средњовековног гробља на чије се остатке наилази на падини јужно од цркве. Захвата простор од око пола хектара на коме се уздиже више стотина надгробних споменика, различитог облика и величине. Иако су на први поглед различити, сви носе у себи заједничку карактеристику која се огледа у орнаментици и облику споменика, као и материјалу од кога су грађени. Камен за њихову израду набављан је из мајдана са оближњег Борачког крша, а дело су вештих мајстора каменорезаца из Борча и околних села. 
Иако имају неке своје специфичности које се огледају у начину обраде и изгледу, надгробни споменици у борачком гробљу су по типу слични споменицима који се подижу широм Груже током 19. века. Квадратне основе, узани и издужени, углавном са капом која наткрива споменик. Богато су орнаментисани иако је материјал од кога су грађени тврд. Посебна карактеристика овог гробља је и то што у овом старом амбијенту имамо сачуван пресек изванредних примерака од прве половине 19. века па до тридесетих година 20. века који није нарушен новим мермерним споменицима.

## Приказ у култури
Старо гробље у Борчу је локација на којој су снимљене сцене на сеоском гробљу у популарној серији Црна свадба.